# Cladarosymblema
Cladarosymblema is een geslacht van uitgestorven kwastvinnige vissen dat behoorde tot de familie van de Megalichthyidae en leefde tijdens het Carboon.
In 1966 meldde de geoloog Pierre Borel de Bretizel visfossielen uit het Drummondbekken van Queensland. In 1984 en 1985 voerde Susan Turner er verdere opgravingen uit. Na lange twijfel of deze vondsten wel één taxon vertegenwoordigden besloot men na de ontdekking van beter materiaal in 1995 de typesoort Cladarosymblema narrienense te benoemen. De geslachtsnaam is afgeleid van het Grieks kladaros, 'zwak', syn, 'samen', en blema, 'bedekking', een verwijzing naar he uiteenvallen van de huidbeenderen en schubben tijdens het fossilisatieproces. De soortaanduiding verwijst naar de herkomst uit de Narrien Range.
Het holotype is QMF21082, de voorkant van een skelet inclusief schedel en onderkaken.
In 2021 concludeerde een studie naar een natuurlijke endocast dat de hersenen van Cladarosymblema preadaptaties tonen aan het leven op het land. Meer afgeleide verwanten zouden inderdaad het land opzoeken en dat werd vergemakkelijkt doordat ze er toevallig al aan aangepast waren.
Cladarosymblema werd in de Megalichthyidae geplaatst. Mocht dit correct zijn dan is hij het oudste bekende lid van die klade en de eerste die uit Australië bekend is.